# 米利亚茨卡河

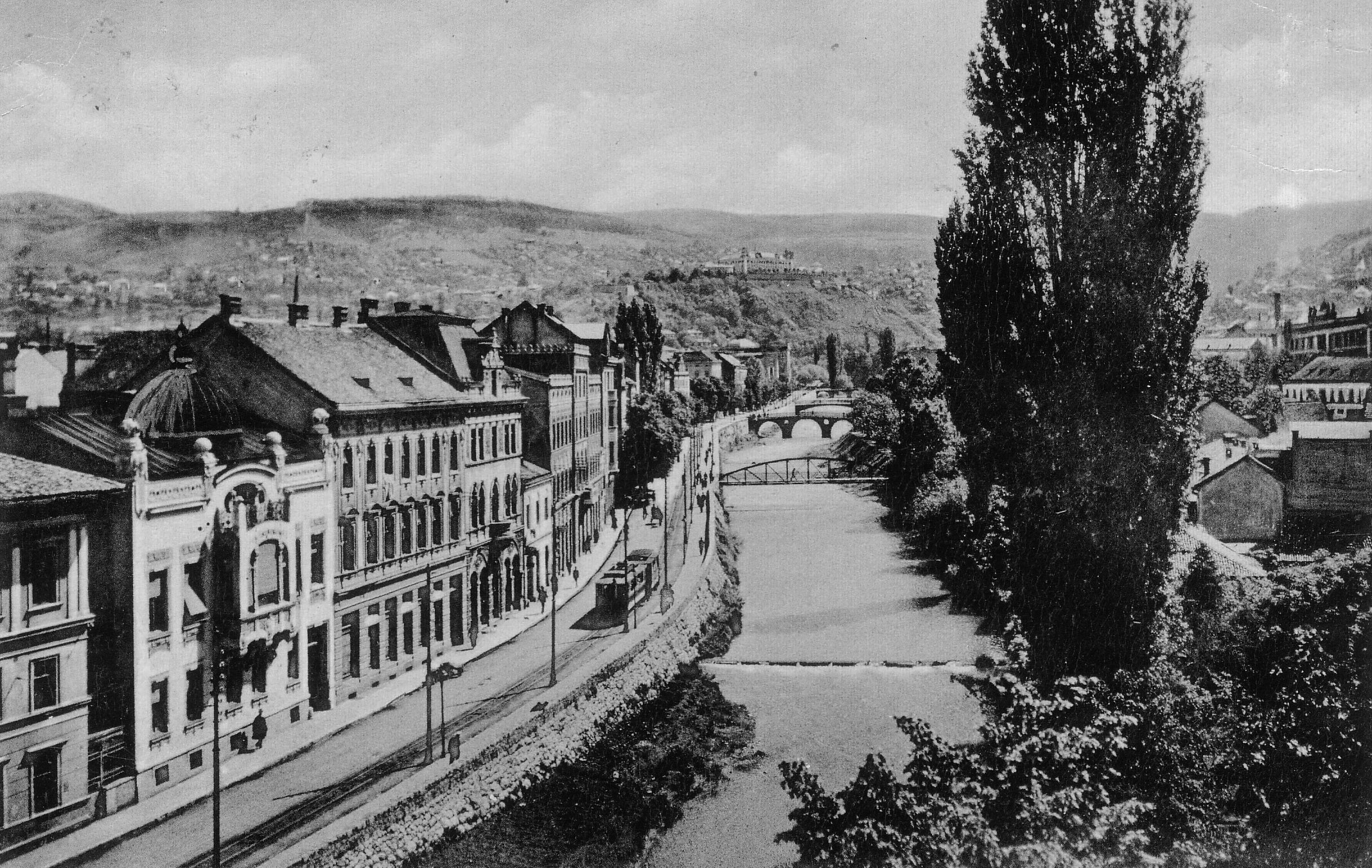
1914年米利亚茨卡河

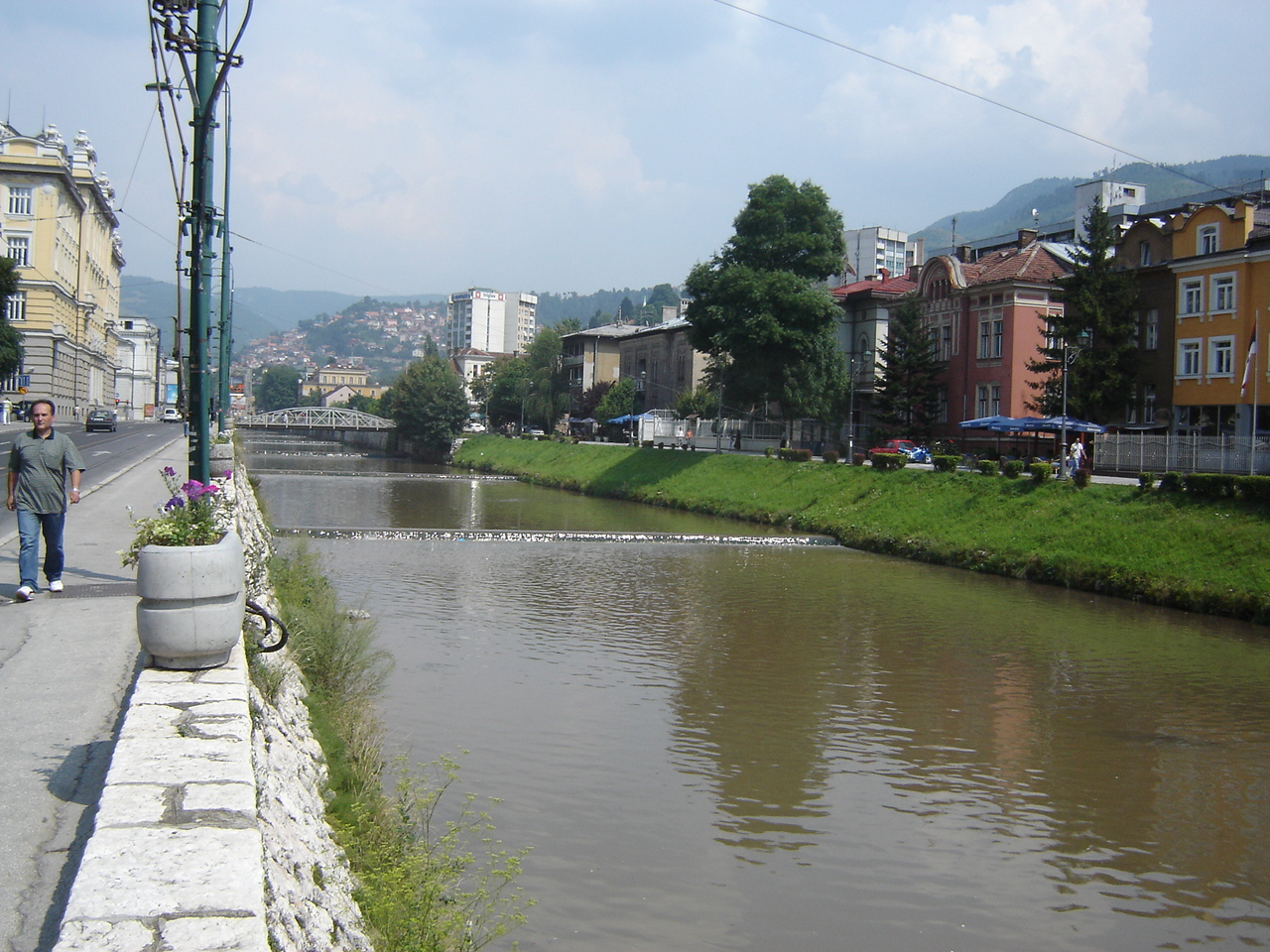
2006年米利亚茨卡河

米利亚茨卡河（Миљацка，Miljacka）是波斯尼亚和黑塞哥维那首都萨拉热窝的一条河，从萨拉热窝市区穿过。沿河可见许多古老的建筑。